# Neustadtpriset
Neustadtpriset, Neustadt International Prize for Literature, är ett internationellt litteraturpris som utdelas vartannat år. Det sponsras av University of Oklahoma och dess tidskrift World Literature Today. Precis som Nobelpriset i litteratur är det författarskapet i sin helhet och inte ett enskilt verk som belönas. Prissumman är på 50 000 amerikanska dollar.

## Pristagare
| År   | Namn                     | Nationalitet            | Språk         |
| ---- | ------------------------ | ----------------------- | ------------- |
| 1970 | Giuseppe Ungaretti       | Italien                 | Italienska    |
| 1972 | Gabriel García Márquez   | Colombia                | Spanska       |
| 1974 | Francis Ponge            | Frankrike               | Franska       |
| 1976 | Elizabeth Bishop         | USA                     | Engelska      |
| 1978 | Czesław Miłosz           | Polen                   | Polska        |
| 1980 | Josef Škvorecký          | Tjeckoslovakien/ Kanada | Tjeckiska     |
| 1982 | Octavio Paz              | Mexiko                  | Spanska       |
| 1984 | Paavo Haavikko           | Finland                 | Finska        |
| 1986 | Max Frisch               | Schweiz                 | Tyska         |
| 1988 | Raja Rao                 | Indien/ USA             | Engelska      |
| 1990 | Tomas Tranströmer        | Sverige                 | Svenska       |
| 1992 | João Cabral de Melo Neto | Brasilien               | Portugisiska  |
| 1994 | Edward Kamau Brathwaite  | Barbados                | Engelska      |
| 1996 | Assia Djebar             | Algeriet                | Franska       |
| 1998 | Nuruddin Farah           | Somalia                 | Engelska      |
| 2000 | David Malouf             | Australien              | Engelska      |
| 2002 | Álvaro Mutis             | Colombia                | Spanska       |
| 2004 | Adam Zagajewski          | Polen                   | Polska        |
| 2006 | Claribel Alegría         | Nicaragua/ El Salvador  | Spanska       |
| 2008 | Patricia Grace           | Nya Zeeland             | Engelska      |
| 2010 | Duo Duo                  | Kina                    | Kinesiska     |
| 2012 | Rohinton Mistry          | Indien/ Kanada          | Engelska      |
| 2014 | Mia Couto                | Moçambique              | Portugisiska  |
| 2016 | Dubravka Ugrešić         | Kroatien/ Nederländerna | Kroatiska     |
| 2018 | Edwidge Danticat         | USA                     | Engelska      |
| 2020 | Ismail Kadare            | Albanien                | Albanska      |
| 2022 | Boubacar Boris Diop      | Senegal                 | Wolof/Franska |
| 2024 | Ananda Devi              | Mauritius               | Franska       |